# فرضیه جهان عادل
فرضیه جهان عادل یا فرضیه جهان عدل‌انگاری یا فرضیهٔ جهان دادمند (به انگلیسی: Just-world hypothesis) نوعی سوگیری (یا پنداشت) شناختی است مبنی بر آن که اعمال یک شخص به صورت مستقیم یا غیرمستقیم، از نظر اخلاقی، پیامدی عادلانه برای آن شخص در پی خواهند داشت. به این صورت که به تمام اعمال نیک سرانجام پاداش داده می‌شود و تمام اعمال پلید سرانجام مجازات خود را در پی خواهند داشت. این باور معمولاً همراه با باورهایی چون باور به وجود جهانی عدل، سرنوشت، مشیت الهی، و شایستگی است. این باور اغلب سبب مغلطه می‌شود؛ خصوصاً مغلطه‌ای چون منطقی سازی سیاه‌بختی افراد با این مغلطه که عملی از آن‌ها سر زده که آنان سزاوار این مصیبت شده‌اند.
این باور در ضرب‌المثل‌ها به وفور یافت می‌شود از جمله: «این جهان کوه است و فعل ما ندا»، «هرچه کنی به خود کنی گر همه نیک و بد کنی» و «هر عملی را عکس‌العملی است»

## شواهد اولیه
در سال ۱۹۹۹، دانشمندان مجموعه آزمایش‌هایی را شروع کردند که هدف آن‌ها پژوهش واکنش به قربانی‌سازی بود. در این آزمایش‌ها که در دانشگاه کانزاس انجام شدند ۷۲ زن شاهد دریافت شوک الکتریکی سایر شرکت‌کننده‌ها در شرایط مختلف بودند؛ در آغاز شرکت‌کنندگان از مشاهدهٔ رنج‌بردن آشکار دیگران ناراحت بودند اما با ادامه یافتن آزمایش مشاهده‌کنندگان که نمی‌توانستند هیچ مداخله‌ای داشته باشند، شروع به سرزنش قربانی کردند. با افزایش میزان رنج، سرزنش نسبت به قربانی نیز بیشتر می‌شد.

## نمونه‌ها

### کاهش احساس گناه
مشاهدات حاکی از آنند که شخص برای کاهش احساس گناه یا مسئولیت خود شروع به سرزنش و مقصر دانستن قربانی می‌کنند. این امر حتی برای اشخاصی که تنها شاهد آزار هستند و نقشی در آن ندارند نیز صادق است.

### کاهش ناراحتی
سرزنش قربانی و راهبردهای دیگر ممکن است تنها برای کاهش احساس ناراحتی حاصل از همدردی در شخص باشند. در تحقیقات روان‌آزاری با احساسات سرکوب شده و عدم همدردی پیوند داده شده‌اند.

## شواهد دیگر
در تحقیقاتی در دههٔ ۱۹۷۰ میلادی مشخص شد که مشاهده‌کنندگانِ رنج قربانیان بی‌گناه (از جمله قربانیان خشونت خانگی، تجاوز و …) به سرزنش کردن قربانی گرایش دارند. آنان از آن‌جا که نمی‌توانند یا نمی‌خواهند عقیدهٔ خود را دربارهٔ عدل جهانی تغییر دهند با تغییر نظر خود در مورد شخصیت قربانی و خارشماری او، عقیدهٔ خود را در مورد جهانِ دادمند حفظ می‌کنند.

### خشونت
در یک تحقیق، محققان واکنش افراد با عقیدهٔ جهان‌دادانگاری را نسبت به قربانیان تجاوز و سایر خشونت‌ها مورد پژوهش قرار دادند. آن‌ها به دو گروه از مطالعه‌شوندگان روایت‌هایی از رابطهٔ بین یک مرد و زن را بازگو کردند. این روایت‌ها در تمامی جزئیات با یکدیگر یکسان بودند، جز آن‌که در یکی از روایت‌ها در پایان داستان زن از جانب مرد مورد تجاوز قرار می‌گرفت. شرکت‌کنندگان در پژوهش تجاوز کردن مرد را غیرقابل اجتناب می‌دانستند و «زن را» به خاطر رفتارش سرزنش می‌کردند. این نتایج به‌طور مرتب در سایر آزمایش‌ها نیز تکرار شده.
سایر تحقیقات نیز حاکی از آن است که این نتایج در مورد خشونت خانگی نیز صادق است.

### فقر
اخیراً، پژوهش‌ها نشان داده‌اند که مردم به فقر از دیدگاه جهان دادانگارانه می‌نگرند؛ اکثر افراد به این گرایش دارند که فقیران را مقصر بدانند و از عوامل اصلی فقر شامل سیستم اقتصادی جهانی، جنگ و بهره‌کشی چشم‌پوشی کنند.